# Teología dialéctica
Teología dialéctica es la designación por la que se conoce a un grupo de teólogos protestantes europeos, principalmente alemanes y suizos, miembros del movimiento teológico sinónimo de la fase temprana de la teología de Karl Barth, tal como fue expuesta en su comentario a la Epístola a los Romanos.
La teología dialéctica rechaza el progresismo historicista y racionalista de la teología liberal y afirma la imposibilidad de una teología humanista, cultural y acomodaticia a los intereses coetáneos. A partir de 1923, los puntos de vista barthianos y sus obras fueron divulgados por los principales propulsores de la nueva dirección teológica —entre los cuales cabría contar, aparte de Barth, a Emil Brunner, Rudolf Bultmann, Friedrich Gogarten, Eduard Thurneysen y Dietrich Bonhoeffer— en la revista Zwischen den Zeiten.
Considerada como una teología típica del período de entreguerras, la teología dialéctica (también llamada 'teología de la crisis', 'neo-ortodoxia' o, más barthianamente, 'teología de la palabra de Dios') sigue siendo, con todo, bastante influyente y fuente de inspiración en los desarrollos subsecuentes de la teología protestante y también católica. Hoy constituye una de las direcciones teológicas más frecuentes y su influjo se deja sentir en diversas corrientes teológicas desarrolladas en Europa y Estados Unidos, tanto como en la teología de la liberación forjada en América Latina.

## El concepto
Si bien dialéctica es un concepto de raíces filosóficas que se hunden hasta la filosofía antigua y que ha encontrado con Hegel en tiempos modernos una nueva formulación, el epíteto 'dialéctico' de la teología dialéctica obedece a su nueva postulación por Karl Barth:
Tesis: Somos teólogos y, en cuanto tales, debemos hablar de Dios.
Antítesis: Pero somos hombres y, en cuanto tales, no podemos hablar de Dios.
Síntesis: Debemos hacer ambas cosas, y nuestro 'deber' (Sollen) y nuestro 'no-poder' (Nicht-Können) deben honrar a Dios.
Con esto, Barth se vuelve críticamente contra el protestantismo cultural, que se ocupaba de preguntas relativas a la cultura, la moralidad, y a todos aquellos aspectos en que el cristianismo ha fungido como contribuyente de la cultura. La teología dialéctica, contrariamente, afirma aquello último, trascendente, aquellos 'asuntos escatológicos' (escathologische Dinge) de los cuales la vida humana debería ocuparse. Lo 'escatológico' y 'último' no hace referencia acá a la escatología tradicional, concebida como una doctrina de las últimas cosas venideras temporalmente, sino que se trata más de un predicado cualitativo que atañe a la forma de enfrentar la vida en el momento presente. Por ello, suele trazarse el vínculo de la teología dialéctica con el existencialismo filosófico, sobre todo por el reconocido gusto barthiano por Kierkegaard y Overbeck (el amigo de Nietzsche), y claramente por el uso de suposiciones tomadas de Ser y Tiempo de Heidegger por parte de Bultmann. Este uso de la filosofía por parte de Bultmann marcó diferencias amplias con Karl Barth y dio pie a un interesantísimo intercambio epistolar. La tesis de habilitación de Dietrich Bonhoeffer, Acto y Ser (Akt und Sein, 1931), también muestra una marcada influencia de Heidegger. 
En suma, lo dialéctico de la teología dialéctica, afirma, por un lado, el abismo que separa aquello de lo que se ocupa el saber teológico y los medios y posibilidades conceptuales humanos y, por otro, las dificultades de expresarse en un lenguaje apropiado respecto de lo revelado en la fe.

## El problema del lenguaje teológico
Pero, ¿cómo es posible siquiera hablar de aquello que se define como lo totalmente otro (ganz Andere)? Es factible hacerlo solamente mediante la revelación de Dios (Offenbarung Gottes). Aunque esta respuesta parezca ortodoxa y tradicional, si no es que abiertamente premoderna, Barth insiste que la forma de hablar en teología debe también ser dialéctica, y esto a diferencia de la forma dogmática conservadora de hacerlo y de la forma crítica de la mística.
El camino dogmático es el de la ortodoxia aferrada al supranaturalismo y a ideas francamente premodernas. El dogmatismo construye verdades absolutas que, sin embargo, cree se deben construir como dogmas a partir de la inerrancia bíblica. El camino de la crítica pertenece a la mística, entendida como interioridad subjetivista. El camino dialéctico, tiene para Barth la intención de mediar entre la contraposición entre la negación y la afirmación, entre la tesis y la antítesis, de forma que surja la síntesis resultante. Pero esto no se debe a elucubraciones filosóficas de ningún tipo —ajenas al evangelio— sino que se trata de una analogía tomada de la doctrina de la justificación. De hecho, la relación contrapuesta entre la negación y la afirmación constituye una paralelismo formal con la doctrina luterana del hombre como siendo, al mismo tiempo, 'justificado' y 'pecador' (simul iustus et peccator).
En concordancia con Barth, el ser humano no sólo se mantiene en esta tensión entre la afirmación y la negación en el nivel de la redención y de su mismo ser (soteriológica y ónticamente), sino también en el del conocimiento (noéticamente).
La verdad sobre Dios (Wahrheit Gottes), de tal forma, permanece en el medio (in der Mitte) y, según una famosa frase de Barth, «más allá de todo sí y de todo no» (jenseits von allem Ja und Nein).

## Exégesis bíblica y revelación
La dialéctica actúa también en la comprensión que debe tenerse de la Biblia: para Barth, la palabra de Dios y los textos sagrados son idénticos y no-idénticos, son lo mismo y no lo mismo. Una suposición central de la teología barthiana es que la palabra de Dios siempre acaece in actu, en la acción, en el evento, y que no está dada de antemano en una forma objetivada. En su inmensa obra sistemática, Kirchliche Dogmatik (cf. I/1, § 4), se refiere Barth a la palabra de Dios en tres sentidos:

### La palabra revelada (das geoffenbarte Wort)
Se trata de la revelación de Dios inmediata, que ha sido transmitida por los profetas y los apóstoles (los primeros testigos). La Biblia constituye, así, un medio de ese testimonio inmediato de los profetas y los apóstoles.

### La palabra escrita (das geschriebene Wort)
La forma concreta de esta revelación es la Biblia como el recuerdo de lo una vez acaecido, de la revelación inmediata acontecida. Para Barth, sin embargo, la Biblia misma no está libre de errores —Barth se mantiene fiel a la crítica bíblica—, sino que se trata sólo de la transmisión humana de los primeros testigos. La Biblia es, por tanto, «el medio concreto por el cual la Iglesia recuerda el acontecimiento de la revelación de Dios» (KD I/1, p. 114). 

### La palabra proclamada (das verkündigte Wort)
La palabra de Dios es palabra proclamada. El discurso humano sobre Dios es al mismo tiempo el propio discurso de Dios mismo. Dios viene a la palabra en el lenguaje. Al venir a la palabra humana, permanece atado a las limitaciones y errores del lenguaje humano.